# Torcy-le-Grand (Aube)
Pour la commune homonyme de Seine-maritime, voir Torcy-le-Grand (Seine-Maritime). Pour les autres homonymes, voir Torcy.
Torcy-le-Grand est une commune française, située dans le département de l'Aube en région Grand Est.

## Géographie
Au cadastre de 1828 est cité : la Gironde, la Grandchatte, Marconville, la Voie-Châtelaine. C'est à Torcy que le ruisseau Gironde a sa source et la limite nord du territoire est formé par l'Aube. La D 441 et la A26 passent par la commune.
Le nom de Torcy est dérivé de la gentilité Tauricius.

### Communes limitrophes
|                             | Le Chêne                 |                       |
| Arcis-sur-Aube              | Torcy-le-Grand           | Torcy-le-Petit (Aube) |
| Saint-Étienne-sous-Barbuise | Saint-Remy-sous-Barbuise |                       |

### Hydrographie
La commune est dans la région hydrographique « la Seine de sa source au confluent de l'Oise (exclu) » au sein du bassin Seine-Normandie. Elle est drainée par l'Aube et la Gironde,.
L'Aube, d'une longueur de 249 km, prend sa source dans la commune d'Auberive et se jette  dans la Seine à Marcilly-sur-Seine, après avoir traversé 82 communes. 

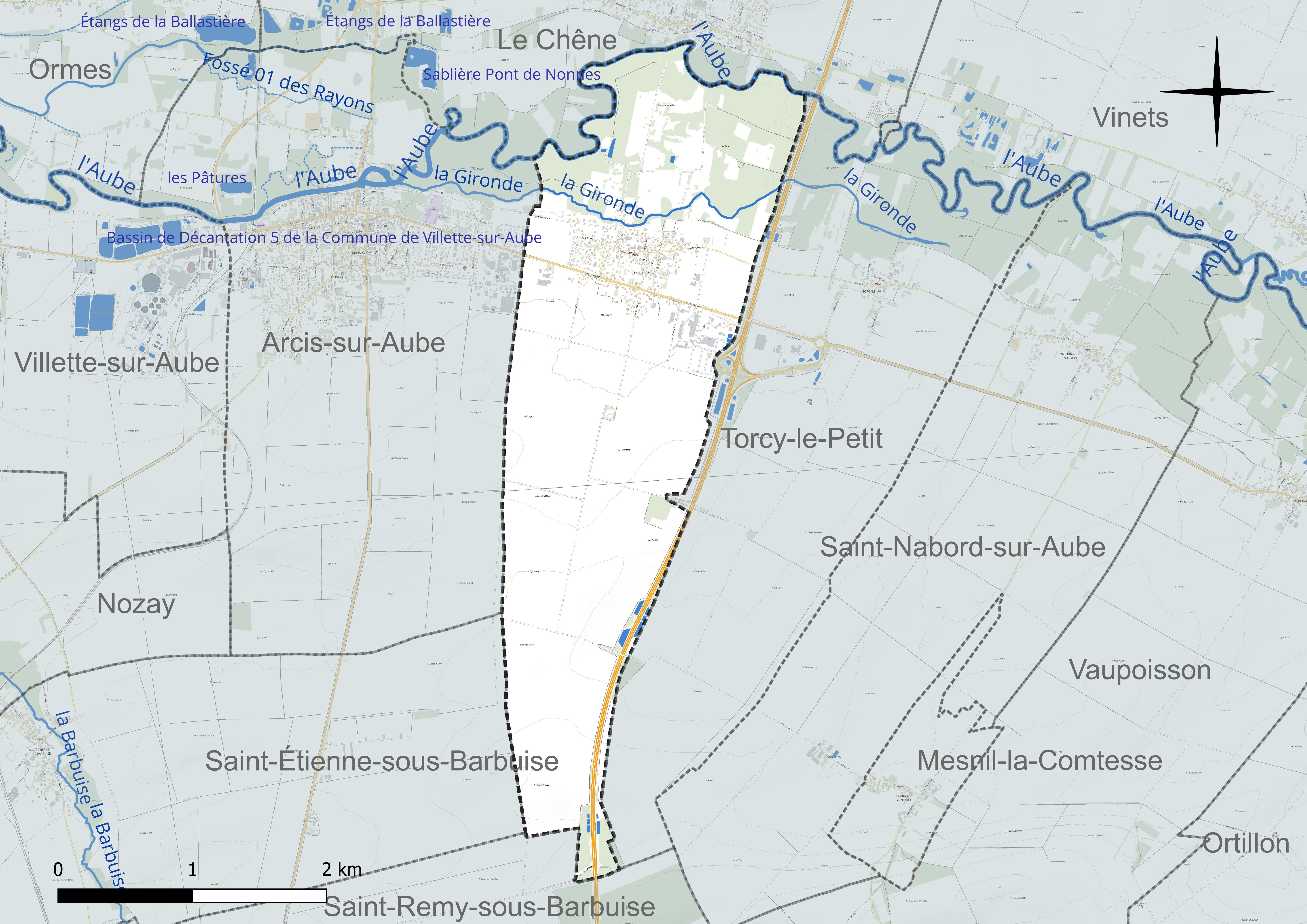
Réseau hydrographique de Torcy-le-Grand.

### Climat
Pour des articles plus généraux, voir Climat du Grand Est et Climat de l'Aube.
En 2010, le climat de la commune est de type climat océanique dégradé des plaines du Centre et du Nord, selon une étude du Centre national de la recherche scientifique s'appuyant sur une série de données couvrant la période 1971-2000. En 2020, Météo-France publie une typologie des climats de la France métropolitaine dans laquelle la commune est exposée à un climat océanique altéré et est dans la région climatique  Nord-est du bassin Parisien, caractérisée par un ensoleillement médiocre, une pluviométrie moyenne régulièrement répartie au cours de l’année et un hiver froid (3 °C). 
Pour la période 1971-2000, la température annuelle moyenne est de 10,6 °C, avec une amplitude thermique annuelle de 16,1 °C. Le cumul annuel moyen de précipitations est de 690 mm, avec 11,3 jours de précipitations en janvier et 7,5 jours en juillet. Pour la période 1991-2020, la température moyenne annuelle observée sur la station météorologique de Météo-France la plus proche, « Dosnon », sur la commune de Dosnon à 10 km à vol d'oiseau, est de 11,0 °C et le cumul annuel moyen de précipitations est de 698,3 mm. 
La température maximale relevée sur cette station est de 41,6 °C, atteinte le 25 juillet 2019 ; la température minimale est de −25,8 °C, atteinte le 14 février 1956,,. 
Les paramètres climatiques de la commune ont été estimés pour le milieu du siècle (2041-2070) selon différents scénarios d'émission de gaz à effet de serre à partir des nouvelles projections climatiques de référence DRIAS-2020. Ils sont consultables sur un site dédié publié par Météo-France en novembre 2022.

## Urbanisme

### Typologie
Au 1er janvier 2024, Torcy-le-Grand est catégorisée bourg rural, selon la nouvelle grille communale de densité à 7 niveaux définie par l'Insee en 2022.
Elle appartient à l'unité urbaine d'Arcis-sur-Aube, une agglomération intra-départementale dont elle est une commune de la banlieue,. La commune est en outre hors attraction des villes,.

### Occupation des sols
L'occupation des sols de la commune, telle qu'elle ressort de la base de données européenne d’occupation biophysique des sols Corine Land Cover (CLC), est marquée par l'importance des territoires agricoles (69,8 % en 2018), en diminution par rapport à 1990 (74,2 %). La répartition détaillée en 2018 est la suivante : 
terres arables (63,6 %), forêts (20,4 %), zones urbanisées (6,7 %), prairies (6,3 %), zones industrielles ou commerciales et réseaux de communication (3 %). L'évolution de l’occupation des sols de la commune et de ses infrastructures peut être observée sur les différentes représentations cartographiques du territoire : la carte de Cassini (XVIIIe siècle), la carte d'état-major (1820-1866) et les cartes ou photos aériennes de l'IGN pour la période actuelle (1950 à aujourd'hui).

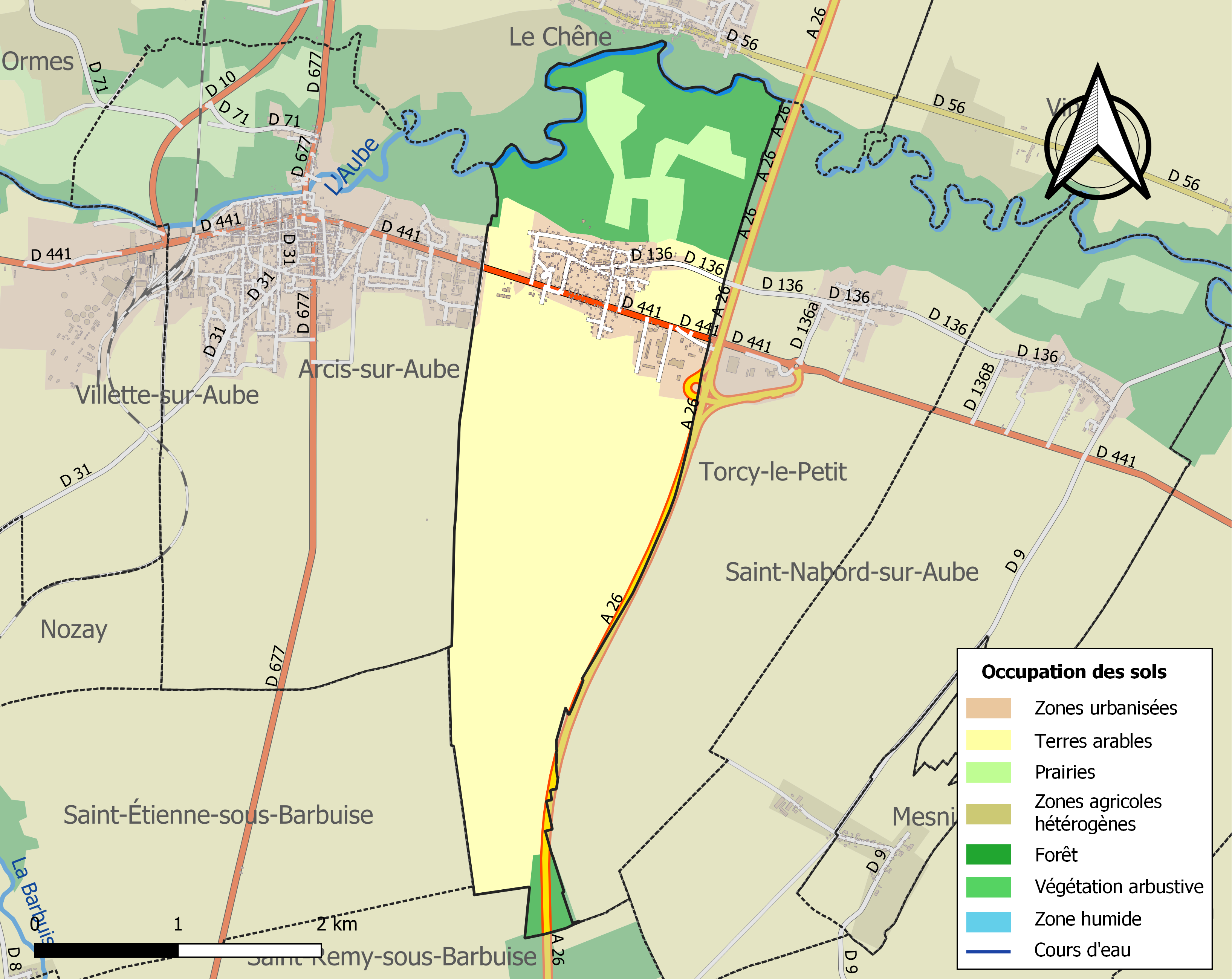
Carte des infrastructures et de l'occupation des sols de la commune en 2018 (CLC).

## Histoire
L'abbaye de Montier-en-Der possédait cinq manses avec dépendances in Torciaco, ce qui est confirmé par le polyptyque de Montier. Le fief de Torcy appartenait au XIIIe siècle au seigneur d'Arcy. 
Torcy dépendait en 1789 de l'intendance et de la généralité de Châlons, de l'élection et du bailliage de Troyes, de la mairie royale de Barbuise. Torcy ne faisait qu'une seule communauté d'habitants jusqu'à la Révolution française.
Le village est incendié en mars 1814 lors de la bataille d'Arcis-sur-Aube.

## Politique et administration
| Période                                  | Période  | Identité          | Étiquette | Qualité                                |
| ---------------------------------------- | -------- | ----------------- | --------- | -------------------------------------- |
| mars 2001                                | En cours | Jean-Marie Merlin | UDI       | Agriculteur, ancien conseiller général |
| Les données manquantes sont à compléter. |          |                   |           |                                        |

## Démographie
L'évolution du nombre d'habitants est connue à travers les recensements de la population effectués dans la commune depuis 1793. Pour les communes de moins de 10 000 habitants, une enquête de recensement portant sur toute la population est réalisée tous les cinq ans, les populations de référence des années intermédiaires étant quant à elles estimées par interpolation ou extrapolation. Pour la commune, le premier recensement exhaustif entrant dans le cadre du nouveau dispositif a été réalisé en 2007.

En 2022, la commune comptait 441 habitants, en évolution de −0,9 % par rapport à 2016 (Aube : +0,7 %, France hors Mayotte : +2,11 %).
| 1793 | 1800 | 1806 | 1821 | 1831 | 1836 | 1841 | 1846 | 1851 |
| ---- | ---- | ---- | ---- | ---- | ---- | ---- | ---- | ---- |
| 280  | 264  | 301  | 319  | 332  | 332  | 328  | 330  | 329  |

| 1856 | 1861 | 1866 | 1872 | 1876 | 1881 | 1886 | 1891 | 1896 |
| ---- | ---- | ---- | ---- | ---- | ---- | ---- | ---- | ---- |
| 330  | 318  | 302  | 276  | 270  | 269  | 256  | 255  | 228  |

| 1901 | 1906 | 1911 | 1921 | 1926 | 1931 | 1936 | 1946 | 1954 |
| ---- | ---- | ---- | ---- | ---- | ---- | ---- | ---- | ---- |
| 208  | 206  | 219  | 181  | 173  | 200  | 181  | 205  | 182  |

| 1962 | 1968 | 1975 | 1982 | 1990 | 1999 | 2006 | 2007 | 2012 |
| ---- | ---- | ---- | ---- | ---- | ---- | ---- | ---- | ---- |
| 232  | 254  | 343  | 401  | 414  | 414  | 421  | 422  | 440  |

| 2017 | 2022 | - | - | - | - | - | - | - |
| ---- | ---- | - | - | - | - | - | - | - |
| 443  | 441  | - | - | - | - | - | - | - |

## Lieux et monuments
- Église Saint-Pierre-ès-Liens qui dépendait du doyenné d'Arcis à la collation de l'évêque qui avait comme succursale de Torcy-le-Petit. Elle datait du XVIe siècle sur un plan de croix latine avec son abside et son transept voûté.

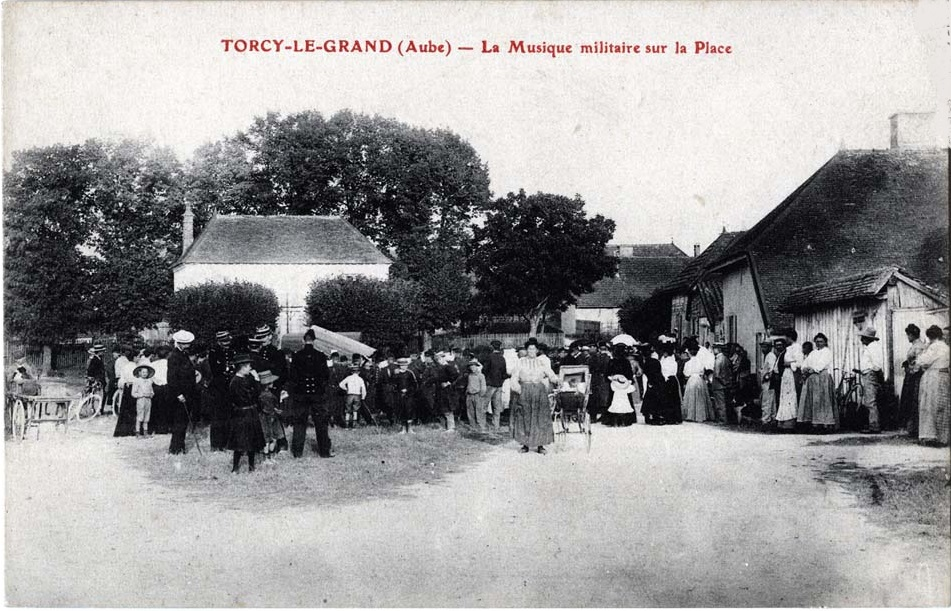
La place de la Mairie.